# Hans Krause (Kabarettist)
Hans Krause (* 22. März 1924 in Berlin; † 20. November 2015 ebenda) war ein deutscher Schauspieler, Autor, Satiriker und Kabarettist.

## Leben
Hans Krause legte 1942 ein Notabitur ab und war danach ein Jahr lang Soldat. Er wurde wegen „Wehrkraftzersetzung“ in Haft genommen, konnte jedoch nach zwei Jahren im Gefängnis fliehen und sich bis zum Ende des Zweiten Weltkriegs im Spreewald verstecken. 1948 besuchte er die Schauspielschule.
Er begann seine Karriere 1950 als Schauspieler am Deutschen Theater Berlin. Bekanntheit erlangte er erst als Kabarettist und satirischer Autor. Er war Gründungsmitglied und von 1958 bis 1963 Direktor des Kabaretts Die Distel, für die er die Figur des Kuddeldaddeldu von Joachim Ringelnatz neu belebte. Für den Schauspieler Heinz Draehn schrieb Krause in seiner Zeit bei der Distel 385 Kuddeldaddeldu-Texte. Ferner trat er in dem Kabarett Kleine Bühne auf. Krause schrieb auch für die Satirezeitschrift Eulenspiegel und Buchbeiträge. Nach der Wende schrieb er Stücke für die Komödie Marzahn, etwa die Kabarettposse Kapitäne bleiben an Bord nach einer Idee von Draehn, die 1995 auf dem Programm stand.

## Filmografie
- 1970: Unter den Linden – Geschichte und Geschichten (Fernsehfilm)

## Theater
- 1953: Autorenkollektiv: Hurra, Humor ist eingeplant – Regie: Joachim Gürtner (Kabarett-Theater Distel, Berlin)
- 1954: Autorenkollektiv: Mensch, fahr richtig! – Regie:Joachim Gürtner (Kabarett-Theater Distel, Berlin)
- 1954: Autorenkollektiv: Wegen Renovierung geöffnet – Regie: Robert Trösch (Kabarett-Theater Distel, Berlin)

## Auszeichnungen
- 1976 Goethepreis der Stadt Berlin.

## Schriften
- (als Hrsg.), Das war Distel(l)s Geschoß. Kabarett zum Lesen und zum Lachen, Berlin (Henschel) 1961
- (als Hrsg.) Greif zur Frohkost Kumpel! Berlin (Henschel) 1962
- Rendezvous mit der Zeit Berlin (Eulenspiegel-Verlag) 1965
- Scherz mit Herz. Heitere Verse und Kabarettstückchen, Berlin (Eulenspiegel-Verlag) 1979
- Spaß nach Maß Gereimtes und Ungereimtes aus unseren Tagen. Berlin (Eulenspiegel-Verlag) 1986, ISBN 3-359-00009-9
- (Autobiografie) Ich war eine Distel Berlin (Eulenspiegel-Verlag) 2011

## CDs
- Peter Ensikat u. a.: Humor ist eingeplant. 2 CD, 2002, ISBN 3-89830-169-9
- Heinz Draehn und Hans Krause, Schwankend auf Linie und Treue. Die Kuddeldaddeldus, 2008 (Distel)[6]